# Amida Brimah
Amida Abiola Brimah (Accra, 11 febbraio 1994) è un cestista ghanese.

## Carriera
É recordman di stoppate nella stagione regolare di NBA G League.
Il 10 agosto 2024, firma in Italia per Scafati Basket, tuttavia il 29 agosto successivo, non passa le visite mediche con la società Campana, non potendo essere così tesserato, con il club giallo-blù.

## Statistiche

### College
| Anno       | Squadra       | PG  | PT  | MP   | TC%  | 3P% | TL%  | RP  | AP  | PRP | SP  | PP  |
| ---------- | ------------- | --- | --- | ---- | ---- | --- | ---- | --- | --- | --- | --- | --- |
| 2013-2014† | UConn Huskies | 33  | 17  | 16,2 | 64,0 | -   | 57,4 | 3,0 | 0,3 | 0,1 | 2,3 | 4,1 |
| 2014-2015  | UConn Huskies | 35  | 35  | 26,3 | 67,4 | -   | 65,0 | 4,4 | 0,2 | 0,2 | 3,5 | 9,1 |
| 2015-2016  | UConn Huskies | 25  | 17  | 21,0 | 66,3 | -   | 82,4 | 4,6 | 0,1 | 0,3 | 2,7 | 6,5 |
| 2016-2017  | UConn Huskies | 33  | 33  | 24,7 | 57,3 | -   | 62,3 | 6,1 | 0,2 | 0,2 | 2,6 | 7,6 |
| Carriera   | Carriera      | 126 | 875 | 21,9 | 63,7 | -   | 64,4 | 4,5 | 0,2 | 0,2 | 2,8 | 6,7 |

### NBA

#### Regular Season
| Anno      | Squadra        | PG | PT | MP  | TC%  | 3P% | TL% | RP  | AP  | PRP | SP  | PP  |
| --------- | -------------- | -- | -- | --- | ---- | --- | --- | --- | --- | --- | --- | --- |
| 2020-2021 | Indiana Pacers | 5  | 0  | 5,8 | 62,5 | -   | 100 | 1,6 | 0,2 | 0,0 | 1,0 | 2,6 |
| Carriera  | Carriera       | 5  | 0  | 5,8 | 62,5 | -   | 100 | 1,6 | 0,2 | 0,0 | 1,0 | 2,6 |

### G League
| Anno       | Squadra        | PG  | PT | MP   | TC%  | 3P% | TL%  | RP  | AP  | PRP | SP  | PP  |
| ---------- | -------------- | --- | -- | ---- | ---- | --- | ---- | --- | --- | --- | --- | --- |
| 2017-2018† | Austin Spurs   | 48  | 4  | 22,6 | 60,3 | -   | 60,7 | 7,4 | 0,7 | 0,3 | 2,6 | 6,6 |
| 2018-2019  | Austin Spurs   | 47  | 8  | 23,3 | 62,3 | -   | 33,5 | 8,0 | 1,4 | 0,2 | 3,1 | 8,8 |
| 2020-2021  | F.W. Mad Ants  | 10  | 9  | 23,5 | 56,9 | -   | 58,3 | 8,5 | 0,9 | 0,3 | 2,8 | 8,0 |
| 2023-2024  | G. Rapids Gold | 15  | 4  | 16,9 | 64,5 | -   | 70,6 | 4,6 | 0,7 | 0,1 | 1,7 | 6,7 |
| 2023-2024  | S.C. Warriors  | 21  | 10 | 23,1 | 73,4 | -   | 76,9 | 7,1 | 0,6 | 0,1 | 2,8 | 7,1 |
| Carriera   | Carriera       | 141 | 35 | 22,4 | 62,7 | -   | 47,6 | 7,3 | 0,9 | 0,2 | 2,7 | 7,5 |

### Eurocup
| Anno      | Squadra         | PG | PT | MP   | TC%  | 3P% | TL%  | RP  | AP  | PRP | SP  | PP  |
| --------- | --------------- | -- | -- | ---- | ---- | --- | ---- | --- | --- | --- | --- | --- |
| 2022-2023 | Bourg-en-Bresse | 14 | 10 | 17,3 | 70,0 | -   | 39,1 | 4,8 | 0,4 | 0,2 | 1,3 | 4,6 |
| Carriera  | Carriera        | 14 | 10 | 17,3 | 70,0 | -   | 39,1 | 4,8 | 0,4 | 0,2 | 1,3 | 4,6 |

## Palmarès

### Squadra
- NCAA: 1

Connecticut Huskies: 2014
- NBA D-League: 1

Austin Spurs: 2017-18
- Campionato belga: 1

Ostenda: 2021-22

### Individuale
- All-NBDL All-Defensive First Team (2018)